# Bulgur
A bulgur tulajdonképpen tört búza, Magyarországon a török éttermekben „török rizsnek” is nevezik. Leginkább a közel-keleti és a török konyha által kedvelt köret. A még éretlen vagy a meghántolt érett búzaszemeket párolják, kiszárítják, majd durvára összetörik . Mivel a bulgurt előzetesen párolják, ezért a magyarok által ismert búzadarától eltérően jóformán alig kell főzni, akár elég csak vízzel leforrázni. Sok benne a rost, egy csésze bulgur a napi szükséglet 25%-át fedezi.
A bulgur többféle méretben kapható: van nagyobb, rizsszem nagyságú fél-egész búzaszemekből álló, és egészen apróra tört, a búzadarához hasonlító. Előbbit köretként fogyasztják, utóbbi saláták, főtt ételek alapanyaga és fasírtot is készítenek vele, belőle. 
A bulgur kifejezetten tápláló étel. Alacsony a zsír-és kalóriatartalma, viszont vitaminokban (B, E), ásványi anyagokban (kálium, magnézium, vas, folsav) és rostban bővelkedik, ami miatt a fogyókúrázók és a cukorbetegek, inzulinrezisztenseken kívül a kismamáknak is ajánlott. 